# Ктесибий (лунный кратер)
Кратер Ктесибий (лат. Ctesibius) — крупный ударный кратер находящийся почти на экваторе обратной стороны Луны. Название присвоено в честь древнегреческого изобретателя, математика и механика Ктесибия (285—222 до н. э.) и утверждено Международным астрономическим союзом в 1976 г. Образование кратера относится к раннеимбрийскому периоду.

## Описание кратера

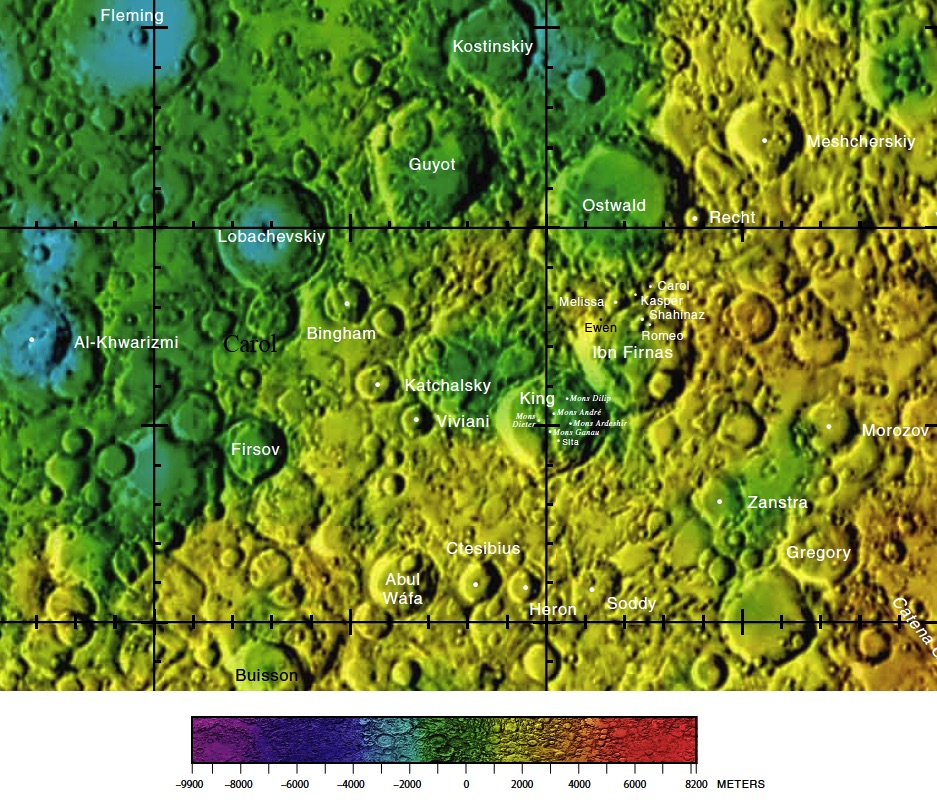
Окрестности кратера Ктесибий. Фрагмент карты обратной стороны Луны.

Ближайшими соседями кратера Ктесибий являются кратер Абу-ль-Вафа на западе; кратер Вивиани на севере-северо-западе; кратер Кинг на севере-северо-востоке; кратер Герон на востоке; кратер Нехо на юго-востоке и кратер Везалий на юго-западе. Селенографические координаты центра кратера 0°50′ с. ш. 118°45′ в. д. / 0,83° с. ш. 118,75° в. д., диаметр 32,1 км, глубина 2,1 км.
Кратер Ктесибий имеет полигональную форму с небольшим выступом в юго-западной части. Вал несколько сглажен но сохранил достаточно четкие очертания, северо-западная часть вала отмечена маленьким кратером. Высота вала над окружающей местностью достигает 990 м, объем кратера составляет приблизительно 940 км³. Дно чаши сравнительно ровное, в центре чаши расположен невысокий хребет. Западную часть кратера пересекает слабо различимый луч от кратера Нехо.

## Сателлитные кратеры
Отсутствуют.

## См.также
- Список кратеров на Луне
- Лунный кратер
- Морфологический каталог кратеров Луны
- Планетная номенклатура
- Селенография
- Минералогия Луны
- Геология Луны
- Поздняя тяжёлая бомбардировка